# 2015-ös hindukusi földrengés
A 2015-ös hindukusi földrengés egy 7,5-ös magnitúdójú földrengés volt, amely Dél-Ázsiában következett be 2015. október 26-án, 9 óra 9 perckor (UTC). Epicentruma 45 kilométerre északra volt Alaqahdari-ye Kiran wa Munjantól (Afganisztán). Az utórengés erőssége 4,8-as volt, amely 40 perccel a fő rengést követően jelentkezett. Október 29-én további 13, 4,1-es erősségű rengést észleltek. A fő földrengés mintegy 212,5 km-es mélységben történt.
Egy október 26-i jelentés szerint több mint 391 fő halt meg, többségében Pakisztánban. A rengést érezték Pakisztánban, Üzbegisztánban, Türkmenisztánban, Tádzsikisztánban és Kirgizisztánban is. Ezen kívül, még Újdelhiben, Kasmír és más Indiai államok területén, de még Kínában (Hszincsiang-Ujgur) is észlelésre került. Az USGS adatai szerint Pakisztán egy olyan zónában fekszik, ami a legaktívabb a földrengés szempontjából.
Károkat jelentettek az afgán fővárosból, Kabulból is. Nepál fővárosában, Katmanduban azt hitték az emberek, hogy a 2015-ös nepáli földrengés újabb utórengése.

## Háttere
A Himalája az Indiai szubkontinens területén van, ami a lemeztektonikai mozgások miatt felgyűrődött és ismert a pusztító földrengéseiről. Erre példa a 2015-ös nepáli földrengés, amelyben több mint 9000 fő lelte halálát.
Hasonló méretű földrengés hasonló erősségű volt (Richter skála szerinti 7,6), ami majdnem pontosan 10 évvel ezelőtt, 2005 októberében. Az a földrengés 87 351 halállal, 75 266 sérülttel és több mint 2,8 millió ember hontalanná válásával végződött, nem is említve a 250 000 elpusztult állatot. A jelentős különbség a két földrengés között - ami a pusztítás mértékét is jóval csökkentette - a rengés mélysége: a 2005-ös földrengés mindössze 15 kilométer mélyen volt.

## A földrengés
A fő rengés 2015. október 26-án következett be 9 óra 9 perckor (UTC), mintegy 212,5 kilométeres mélységben, epicentruma körülbelül 82 kilométerre délkeletre volt Feyzabadtól (Afganisztán). A United States Geological Survey (USGS) előzetes jelentései alapján az erőssége 7,7-es volt, később ezt módosították 7,6-ra, a végső érték 7,5-ös erősségű lett. A Pakisztáni Meteorológiai Szolgálat bejelentése ennek ellentmond, szerintük mintegy 8,1-es erősségű volt a rengés.

## Károk és áldozatok
| Ország      | Halálesetek | Sérültek |
| ----------- | ----------- | -------- |
| Pakisztán   | 271         | 2141     |
| Afganisztán | 115         | 538      |
| India       | 4           | 20       |
| Összesen    | 390         | 2699     |

Afganisztánban 115 ember halt meg, köztük 5 Dzsalálábádban és 12, 10-15 év közötti diák akik az iskola épületéből való menekülés közben a tömegben lelték halálukat Takharban.
A földrengés Pakisztán legalább 271 ember halálával járt és legalább 294 sérültet különböző kórházakba szállítottak sérüléseik miatt. Nagy mértékű kárt okozott Gilgit-Baltistan és Haibar-Pahtúnhva tartományokban Pakisztán területén. A leginkább érintett területek Haibar-Pahtúnhvában Shangla, Swat és Chitral. A Karakoram autópályát lezárták.
Indiában 4 ember meghalt Dzsammu és Kasmír területén. A Delhi metró szóvivője az AFP-nek azt nyilatkozta, hogy "országszerte 190 úton lévő vonatot megállítottak a földrengés idejére." A mobilhálózat órákra összeomlott a földrengés következtében indított nagyszámú telefonhívás miatt.

## A mentés és segítségnyújtás
Pakisztán
Pakisztán miniszterelnöke, Nawaz Sharif utasított minden állami, civil, katonai és kerületi egységet azonnali riasztás kiadására és minden erőforrás mozgósítására, hogy biztosítsák a civilek biztonságát Pakisztánban.
 Afganisztán
Afganisztán vezérigazgatója, Abdullah Abdullah azonnali ülést rendelt el a magas rangú tisztviselők részvételével, hogy megtárgyalják mit tegyenek a katasztrófa mielőbbi megoldásához.
 India
India miniszterelnöke, Narendra Modi kapcsolatba lépett Afganisztán elnökével, Ashraf Ghanival és Pakisztán miniszterelnökével, Nawaz Shariffal a segítségnyújtás miatt.
 Egyesült Nemzetek Szervezete
Az ENSZ főtitkára, Ban Ki-moon bejelentése szerint, az ENSZ azonnal mozgósította egységeit, hogy segítséget nyújtsanak Pakisztán és Afganisztánban.